# 格尼河农场
格尼河农场，是中国内蒙古自治区呼伦贝尔市阿荣旗下辖的一个类似乡级单位。

## 行政区划
格尼河农场共辖以下地区：
一队、二队、三队、四队、五队、六队、七队、八队、九队、十队、十一队、十二队、十三队、十四队、十五队、十六队、十七队、十八队。